# Tauraco
Tauraco is een geslacht van vogels uit de familie toerako's (Musophagidae). Het zijn middelgrote (tot wel 75 cm in lengte) , vrij plomp uitziende vogels met opvallend kleurig, vaak glanzend verenkleed. Ze hebben ronde vleugels en een vrij lange staart. De meeste soorten zijn bosbewoners die zich ophouden in het gebladerte van boomkronen. Alle soorten komen alleen voor in Sub-Sahara (Afrika).

## Soorten
Het geslacht kent de volgende soorten:
- Tauraco bannermani  – Bannermans toerako
- Tauraco corythaix  – Knysnatoerako
- Tauraco erythrolophus  – Roodkuiftoerako
- Tauraco fischeri  – Fischers toerako
- Tauraco hartlaubi  – Hartlaubs toerako
- Tauraco leucolophus  – Witkuiftoerako
- Tauraco livingstonii  – Livingstones toerako
- Tauraco macrorhynchus  – Geelsnaveltoerako
- Tauraco persa  – Groene toerako
- Tauraco rossae  – Lady Ross' toerako
- Tauraco schalowi  – Schalows toerako
- Tauraco schuettii  – Zwartsnaveltoerako
- Tauraco violaceus  – Violette toerako